# Kōji Wakamatsu
Kōji Wakamatsu (Wakuya, Miyagi, 1 de abril de 1936 — 17 de outubro de 2012) foi um realizador e argumentista japonês de cinema.
Foi apelidado de "o mais importante realizador a emergir no género pinku eiga" e "um dos mais importantes realizadores japoneses da década de 60".
O seu filme de 2010, Caterpillar, foi nomeado para o Urso de Ouro na 60ª edição do Festival de Berlim.

## Biografia
Nascido e criado em Miyagi, mudou-se para Tóquio sem dinheiro nem trabalho, acabou por entrar no mundo da criminalidade, integrando os gangues da capital, levando-o a seis meses de prisão.
Foi alvo de violência por parte dos guardas da prisão, tendo a sua visão e experiência da vida mais tarde sido expressa através do cinema. Usando os seus conhecimentos menos legais, entrou no mundo do entretenimento, realizando dezenas de filmes do género pink eiga; embora ele rejeite o rótulo de pornográfico, transmite nos seus filmes mensagens eróticas, sociais e políticas.
Nas décadas mais recentes, filmes como Caterpillar, United Red Army e 11.25 The Day he Chose his own Fate, que o seu percurso tornou-se mais sério, tendo sido reconhecido internacionalmente em diversos festivais, incluindo o Festival de Veneza e o Festival de Berlim.
No início do mês de outubro de 2012, esteve presente no "Busan International Film Festival" na Coreia do Sul, para receber o prémio Asian Filmmaker of the Year Award de 2012.
Wakamatsu foi atingido por um táxi na cidade de Tóquio a 12 de outubro de 2012, tendo sido hospitalizado com ferimentos graves, acabou por não resistir e morreu a 17 de outubro de 2012.